# Dobromyśl
Dobromyśl es un pueblo ubicado en la gmina Kodeń, distrito de Biała Podlaska, voivodato de Lublin, Polonia.

## Superficie
Cuenta con una superficie de 4,780 kilómetros cuadrados.

## Demografía
Hasta 2011 la población era de 127 habitantes, con una densidad de población de 26,57 habitantes por kilómetro cuadrado. Estaba conformada por 57 hombres (44,9%) y 70 mujeres (55,1%), según el censo de la Oficina Central de Estadística.